# スパルタク・スタジアム (モスクワ)
オトクリティ・アリーナ（露: Открытие Арена）は、ロシアの首都・モスクワにあるスタジアム。2014年8月24日に開業した。FCスパルタク・モスクワのホームスタジアムだけでなく、2018年開催のFIFAワールドカップの会場のひとつとして使用されたほか、スタジアムの隣接地には屋内アリーナも建設される予定であり、HCスパルタク・モスクワのホームアリーナとして使用される。建設の施工はLUKoilが行っている。

## 2017 FIFAコンフェデレーションズカップ
| 開催日  | 時刻(UTC+3) | チーム#1   | 結果       | チーム#2       | ラウンド  | 観衆   |
| ------- | ----------- | ---------- | ---------- | -------------- | --------- | ------ |
| 6月18日 | 21:00       | カメルーン | 0–2        | チリ           | Group B   | 33,492 |
| 6月21日 | 18:00       | ロシア     | 0–1        | ポルトガル     | Group A   | 42,759 |
| 6月25日 | 18:00       | チリ       | 1–1        | オーストラリア | Group B   | 33,639 |
| 7月2日  | 15:00       | ポルトガル | 2–1 (延長) | メキシコ       | 3位決定戦 | 42,659 |

## 2018 FIFAワールドカップ
| 開催日  | 時刻(UTC+3) | チーム#1     | 結果           | チーム#2     | ラウンド   | 観衆   |
| ------- | ----------- | ------------ | -------------- | ------------ | ---------- | ------ |
| 6月16日 | 16:00       | アルゼンチン | 1–1            | アイスランド | Group D    | 44,190 |
| 6月19日 | 18:00       | ポーランド   | 1–2            | セネガル     | Group H    | 44,190 |
| 6月23日 | 15:00       | ベルギー     | 5–2            | チュニジア   | Group G    | 44,190 |
| 6月27日 | 21:00       | セルビア     | 0–2            | ブラジル     | Group E    | 44,190 |
| 7月3日  | 21:00       | コロンビア   | 1–1 (3–4 PK戦) | イングランド | ラウンド16 | 44,190 |

## ギャラリー

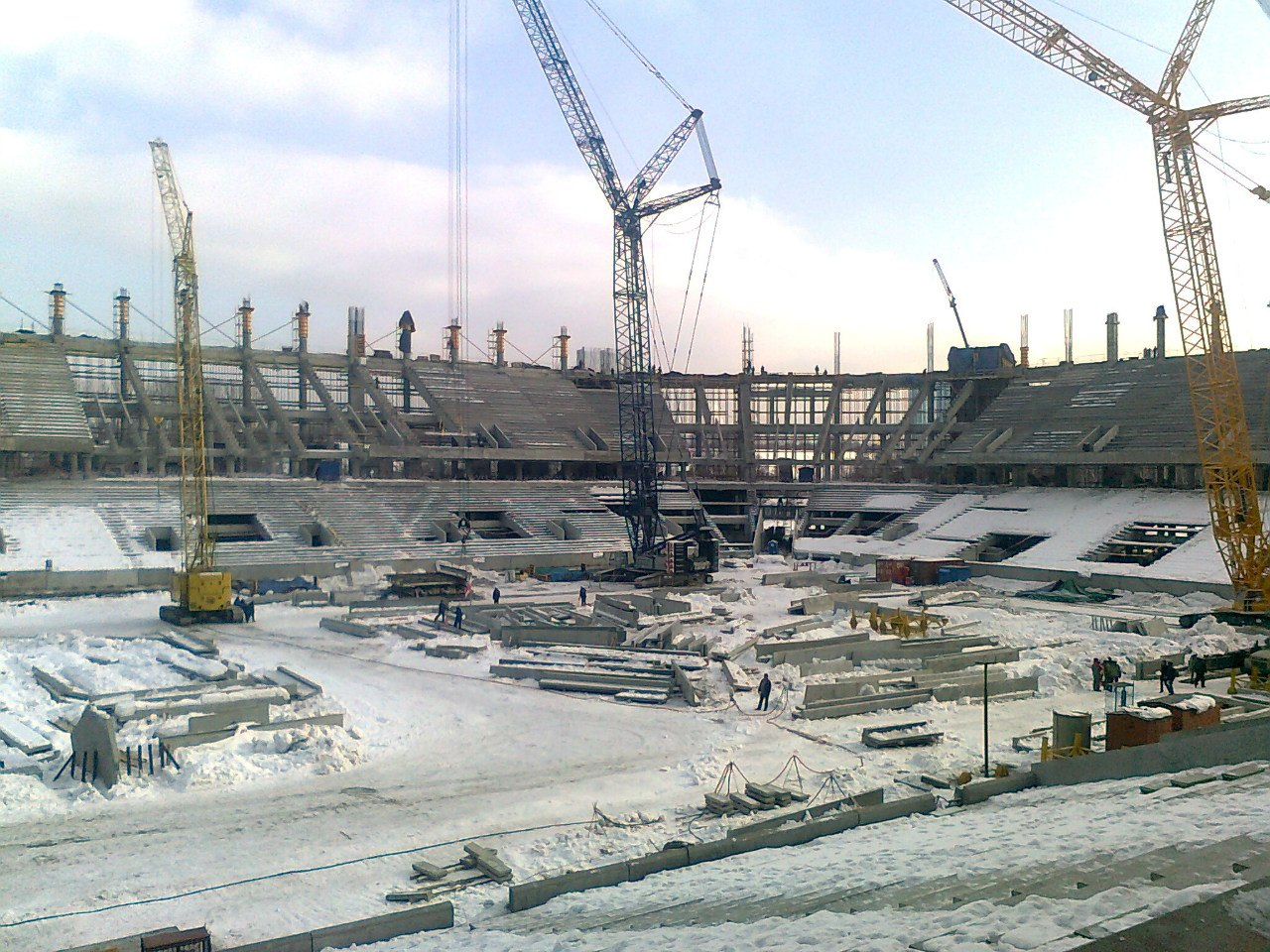
建設中のスタジアム (2013年2月)
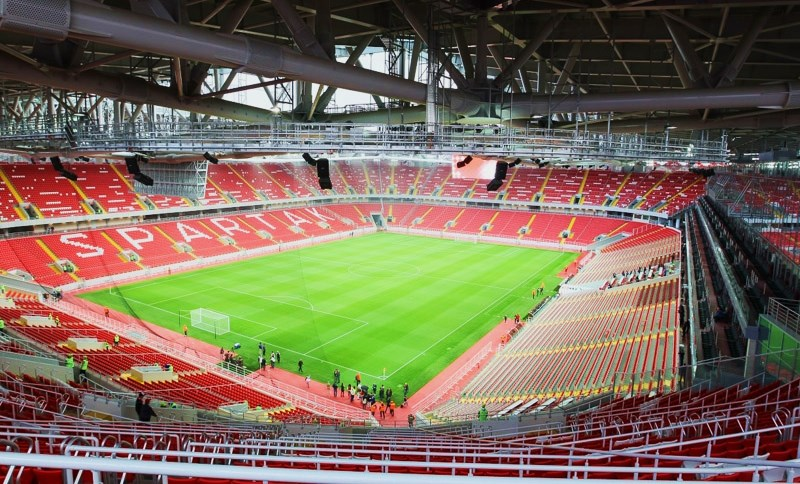
館内の様子
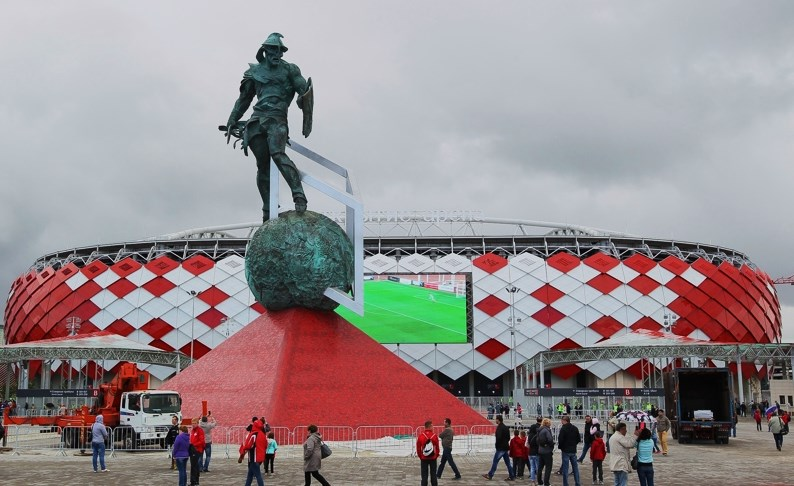
オトクリティ・アリーナの広場